# Lonicera similis
Lonicera similis är en kaprifolväxtart som beskrevs av William Botting Hemsley. Lonicera similis ingår i släktet tryar, och familjen kaprifolväxter. Utöver nominatformen finns också underarten L. s. omeiensis.